# 頂腳踏
頂腳踏，又稱為楊柳莊，是臺灣臺中市大安區的一個傳統地域名稱，位於該區中部偏東北。相較於今日行政區，其範圍大致包括西安里東北半部不含西北部邊界地帶偏東、海墘里東北端、福住里南部邊界地帶中央，以及大甲區的德化里西部中段三角形地帶。

## 歷史
台灣清治末期，頂腳踏地區為一街庄，稱為「頂腳踏庄」，隸屬於苗栗三堡。該庄北與北汕庄為鄰，東邊及南邊東側與社尾庄為鄰，南邊中西側為松仔腳庄，西邊為下腳踏庄，西北邊為海墘厝庄。
1901年（日明治三十四年）11月，全台廢縣廳改設二十廳，該庄隸屬於苗栗廳。1903年（明治三十六年）6月，該庄編入「大安區」，仍隸屬於苗栗廳。1909年（明治四十二年）10月，全台二十廳合併為十二廳，苗栗廳廢止，大安區改隸屬於臺中廳。1920年（大正九年），全台地方制度大改正，該庄改制為「頂腳踏」大字，隸屬於臺中州大甲郡大安庄。
戰後大安庄改制為大安鄉，隸屬於臺中縣，大字亦改制為村。1950年10月，中、彰、投分治，大安鄉隸屬不變。2010年12月，隨著臺中縣、市合併為直轄臺中市，大安鄉改制為大安區，村亦改制為里。

## 聚落
本地區有楊柳莊聚落。

## 交通
市道132號（大安港路）是大安港至后里的道路，大致以西北西—東南東走向轉西北—東南走向再轉北偏西—南偏東走向經過頂腳踏地區西南部邊界地帶。由該道路向西北西可前往海墘厝地區並止於大安港南側的區道中7線路口，向南偏東轉東南可前往大甲、外埔、后里並止於台鐵后里車站前。
區道中9線（南北七路）是田心子至下腳踏的道路，其南側端點位於本地區西南部邊界地帶的市道132號路口。由此向北北東出境後，可前往北汕、下大安、頂大安、田心子並止於區道中7線路口。
區道中10線（東西七路）是頂腳踏至大安溪口的道路，大致以西北西—東南東走向經過本地區中部偏北地帶。由該道路向西北西可前往下腳踏東北部並止於市道132號路口，向東南東可前往社尾、頂店地區北部的大安溪橋南側並止於省道台1線路口。
區道中14線（東西九路）是溫寮至社尾的道路，大致以西北西—東南東走向經過本地區南部邊界地帶。由該道路向西北西可前往下腳踏、海墘厝地區的溫寮並止於區道中7線路口，向東南東可前往社尾南部並止於社尾聚落西北側的區道中13線路口。